# Compagnie aéronautique Mitsubishi
 (signalé en juin 2025).
Si vous disposez d'ouvrages ou d'articles de référence ou si vous connaissez des sites web de qualité traitant du thème abordé ici, merci de compléter l'article en donnant les références utiles à sa vérifiabilité et en les liant à la section « Notes et références ».
- Archive Wikiwix
- Bing
- Cairn
- DuckDuckGo
- E. Universalis
- Gallica
- Google
- G. Books
- G. News
- G. Scholar
- Persée
- Qwant
- (zh) Baidu
- (ru) Yandex
- (wd) trouver des œuvres sur Wikidata

La compagnie aéronautique Mitsubishi (Mitsubishi Kokuki) (initialement Mitsubishi Nainenki) était un constructeur aéronautique japonais. Elle devint Mitsubishi Heavy Industries en 1934.

## Histoire
Mitsubishi établit sa filiale à Nagoya en 1920, et en 1925, signe un accord technologique avec Junkers. En 1926, elle était devenue l’un des plus grands constructeurs aéronautiques du Japon.
En 1934, la société fusionna avec la division Mitsubishi chargée de la construction navale pour devenir Mitsubishi Heavy Industries (Mitsubishi Jūkōgy). Celle-ci joua un rôle de premier plan dans l'essor de la production aéronautique au Japon, qui est passée de 400 en 1931 à 4 800 en 1941 et a culminé à 24 000 en 1944.

## Production aéronautique

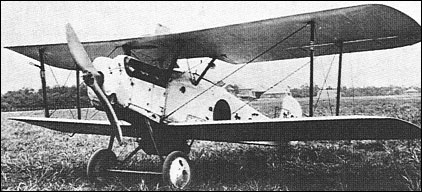
Mitsubishi 1MF

- Mitsubishi 1MF
- Mitsubishi 1MF9
- Mitsubishi 1MF10
- Mitsubishi 1MT
- Mitsubishi 2MB1
- Mitsubishi 2MB2
- Mitsubishi 2MR
- Mitsubishi 2MR8
- Mitsubishi 3MT5
- Mitsubishi B1M
- Mitsubishi B2M
- Mitsubishi Ka-8
- Mitsubishi Ki-1
- Mitsubishi Ki-2